# فیومبونانا
فیومبونانا (به لاتین: Fiombonana) یک منطقهٔ مسکونی در ماداگاسکار است که در آنالامانگا واقع شده‌است. فیومبونانا ۷٫۲ کیلومتر مربع مساحت و ۱۱٬۲۳۰ نفر جمعیت دارد و ۱٬۲۶۰ متر بالاتر از سطح دریا واقع شده‌است.